# Storia della Georgia
La nazione della Georgia (in georgiano საქართველო?, Sakartvelo) fu unificata per la prima volta come regno sotto la dinastia dei Bagrationi dal re Bagrat III di Georgia all'inizio dell'XI secolo, derivante da una serie di stati predecessori degli antichi regni di Colchide e Iberia. Il Regno di Georgia fiorì tra il X e il XII secolo sotto il re Davide IV il Fondatore e la regina Tamar e cadde sotto l'invasione mongola nel 1243 e, dopo una breve unione sotto Giorgio V il Brillante, all'Impero Timuride. Nel 1490, la Georgia fu frammentata in un numero di piccoli regni e principati i quali, durante il periodo della prima età moderna, lottarono per mantenere la loro autonomia contro la dominazione ottomana e iraniana (Safavidi, Afsharidi e Qajar) fino all'annessione della Georgia all'Impero russo nel XIX secolo. Dopo un breve tentativo di indipendenza con la Repubblica Democratica della Georgia del 1918-1921, la Georgia fece parte della Repubblica Socialista Federativa Sovietica Transcaucasica dal 1922 al 1936, e in seguito formò la Repubblica Socialista Sovietica Georgiana fino alla dissoluzione dell'Unione Sovietica.
L'attuale Repubblica di Georgia è indipendente dal 1991. Il primo presidente Zviad Gamsakhurdia alimentò il nazionalismo georgiano e promise di affermare l'autorità di Tbilisi sull'Abkhazia e sull'Ossezia del Sud. Gamsakhurdia fu deposto in un sanguinoso colpo di stato nello stesso anno e il paese fu coinvolto in un'aspra guerra civile, che durò fino al 1995.  Abkhazia e Ossezia del Sud, supportati dalla Russia, ottennero l'indipendenza de facto dalla Georgia. La rivoluzione delle rose ha costretto Eduard Shevardnadze a dimettersi nel 2003. Il nuovo governo sotto Mikheil Saakashvili ha impedito la secessione di una terza repubblica separatista nella crisi dell'Agiaria del 2004, ma il conflitto con l'Abkhazia e l'Ossezia del Sud ha portato alla guerra russo-georgiana del 2008 e alle tensioni con la Russia che rimangono irrisolti.
La storia della Georgia è indissolubilmente legata alla storia del popolo georgiano.

## Storia antica della Georgia
In Georgia è attestata una cultura neolitica fin dal V millennio a.C. Gli scavi archeologici condotti durante gli anni settanta nella regione di Imiris-gora (Georgia orientale), hanno rivelato un certo numero di siti archeologici in cui le case erano dotate di gallerie. Al centro di queste dimore, di forma circolare od ovale, si trovavano un camino ed un pilastro di sostegno. Queste caratteristiche sono state ulteriormente sviluppate nella costruzione delle dimore e nelle case del tipo 'Darbazi'.
Nell'epoca calcolitica (IV-III millennio a.C.) la Transcaucasia e la Georgia erano occupate dalla cultura di Kura-Araxes, cui appartengono gli insediamenti di Beshtasheni ed Ozni e le sepolture delle province di Trialeti e Tsalka (Georgia orientale). Questi resti sono testimoni di una cultura architettonica avanzata e sviluppata. Seguì, nel II millennio a.C., la cultura di Trialeti.

## Greci, romani e persiani

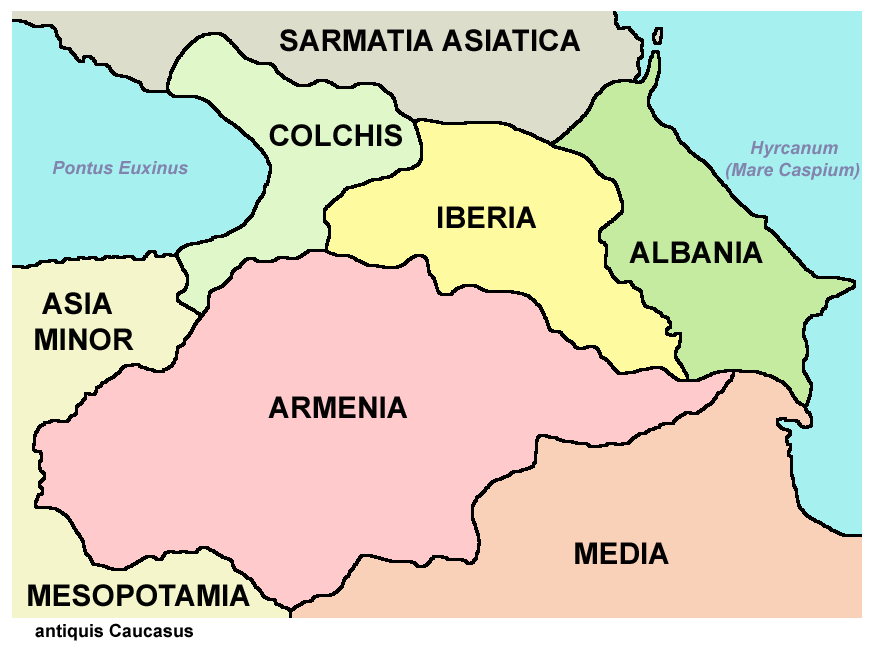
Caucaso antica

Gli antichi greci, e in particolare gli abitanti di Mileto attraverso la colonia di Sinope, si insediarono sulle coste della Colchide (Georgia occidentale), fondando Trebisonda e altri insediamenti a partire dal VII secolo a.C. A quest'epoca risale probabilmente il mito di Giasone e degli Argonauti, che raggiunsero la Colchide alla ricerca del vello d'oro.
Le regioni georgiane sono state conosciute come Egrisi (la pianura costiera occidentale) ed Iberia (l'est montuoso). Nel 66 a.C. la Georgia diventò un vassallo dell'Impero romano, a seguito delle campagne di Pompeo Magno. Successivamente, fu una delle prime nazioni al mondo a convertirsi al Cristianesimo: la data della conversione è convenzionalmente fissata al 317, anno in cui Mirian II re di Iberia lo proclamò religione ufficiale dello stato. Nel 523 d.C. il cristianesimo fu dichiarato religione ufficiale sia a Lazica che in Iberia (Georgia occidentale).
Durante il IV secolo d.C. e buona parte dei V secolo d.C., il regno d'Iberia (Kartlia) perde l'indipendenza passando sotto il controllo persiano.
Il regno fu abolito ed il paese venne governato dai governatori nominati dallo Shah.
Alla fine del V secolo d.C., il principe Vakhtang I Gorgasali guidò una rivolta anti-persiana e ristabilì lo Stato iberico di cui divento il monarca.
Gli eserciti di Vakhtang lanciarono parecchie campagne di guerra sia contro la Persia che contro l'Impero bizantino. Tuttavia la sua lotta per l'indipendenza e l'unità della Georgia si concluse in un fiasco.
Dopo la morte del Vakhtang nel 502 ed il breve regno di suo figlio Dachi (502-514), l'Iberia venne nuovamente incorporato nella Persia come semplice provincia.
Tuttavia alla nobiltà iberica fu assegnato, di volta in volta, il privilegio di scegliere i governatori che in georgiano erano detti Erismtavari.
Al termine del VII secolo d.C. la rivalità tra l'Impero bizantino e l'Impero persiano per l'egemonia nel Medio Oriente si era praticamente esaurita.
Iniziava così la conquista araba della regione.

## Georgia medievale
I primi decenni del IX secolo d.C. hanno visto la nascita di nuovo stato georgiano, che venne dichiarato nella regione sud-occidentale del Tao-Klarjeti. Ashot I Kuropalates, della famiglia reale dei Bagration, liberò dalla dominazione degli arabi i territori meridionali di Iberia, compresi i principati di Tao e di Klarjeti così come le contee di Shavsheti, di Khikhata, di Samtskhe, di Trialeti, di Javakheti e di Ashotsi, che erano formalmente una parte dell'impero Bizantino con lo pseudonimo di “Curopalatinato di Iberia“.
Curopalates David Bagration espanse i suoi dominii annettendo la città di Teodosiopoli (conosciuta nei tempi anche come Karin o Karnukalaki, ora Erzurum), la provincia armena di Phasiane e le province armene di Kharqi, Apakhuni, Mantsikert e di Khlat precedentemente controllati dagli Emiri arabi Kaysite impose un protettorato.

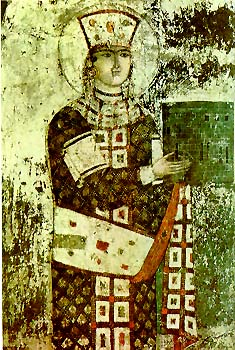
Regina Tamar

Nel 978 tutti i principati georgiani affrontarono un processi di unificazione nel regno unito della Georgia (978-1466) sotto la dinastia dei Bagration, il cui capostipite era Ashot I "Il Grande" (IX secolo d.C.). Da allora, la Georgia si mantenne indipendente per quasi mille anni. I maggiori rappresentanti di questa dinastia furono Davide "il costruttore" (Devid IV Agmashenebeli), che regnò dal 1089 al 1125, e la regina Tamara (1184-1213); entrambi sono considerati santi dalla chiesa ortodossa georgiana. Sotto la loro guida il regno della Georgia incluse anche territori dell'Armenia, Azerbaigian e del Caucaso settentrionale.
Dopo l'epoca della regina Tamar, che aveva creato il regno di Trebisonda, iniziò un lungo periodo di declino; la Georgia si frammentò in parecchi regni e principati, che furono poi conquistati dagli imperi persiano e ottomano.

## L'Impero russo (1801-1918)
Nel 1801, lo zar russo Alessandro I abolì il regno georgiano di Kartli-Kakheti ed esiliò la famiglia reale. La Georgia venne completamente assorbita dall'Impero russo nel 1804; seguì un intenso programma di russificazione che venne deciso per sostituire il sistema sociale e culturale georgiano con quello russo. Anche la chiesa ortodossa ed apostolica georgiana venne sottomessa all'autorità della chiesa russo-ortodossa. Il malcontento del popolo georgiano, causato dalla autocrazia zarista e dalla dominazione economica armena, condusse allo sviluppo di un movimento nazionale di liberazione a partire dalla seconda metà del XIX secolo. Una sommossa agricola su grande scala si verificò nel 1905 e portò alle riforme politiche che facilitarono la distensione per un certo periodo. Durante quegli anni il partito socialdemocratico marxista divenne il movimento politico dominante nella Georgia, occupando tutti i posti della Duma assegnati ai georgiani nello stato russo. Josef Vissarionovich Djugashvili (Stalin), un bolscevico georgiano (anti-menscevico), divenne la guida del movimento rivoluzionario georgiano.

## Repubblica Democratica di Georgia (1918-1921)

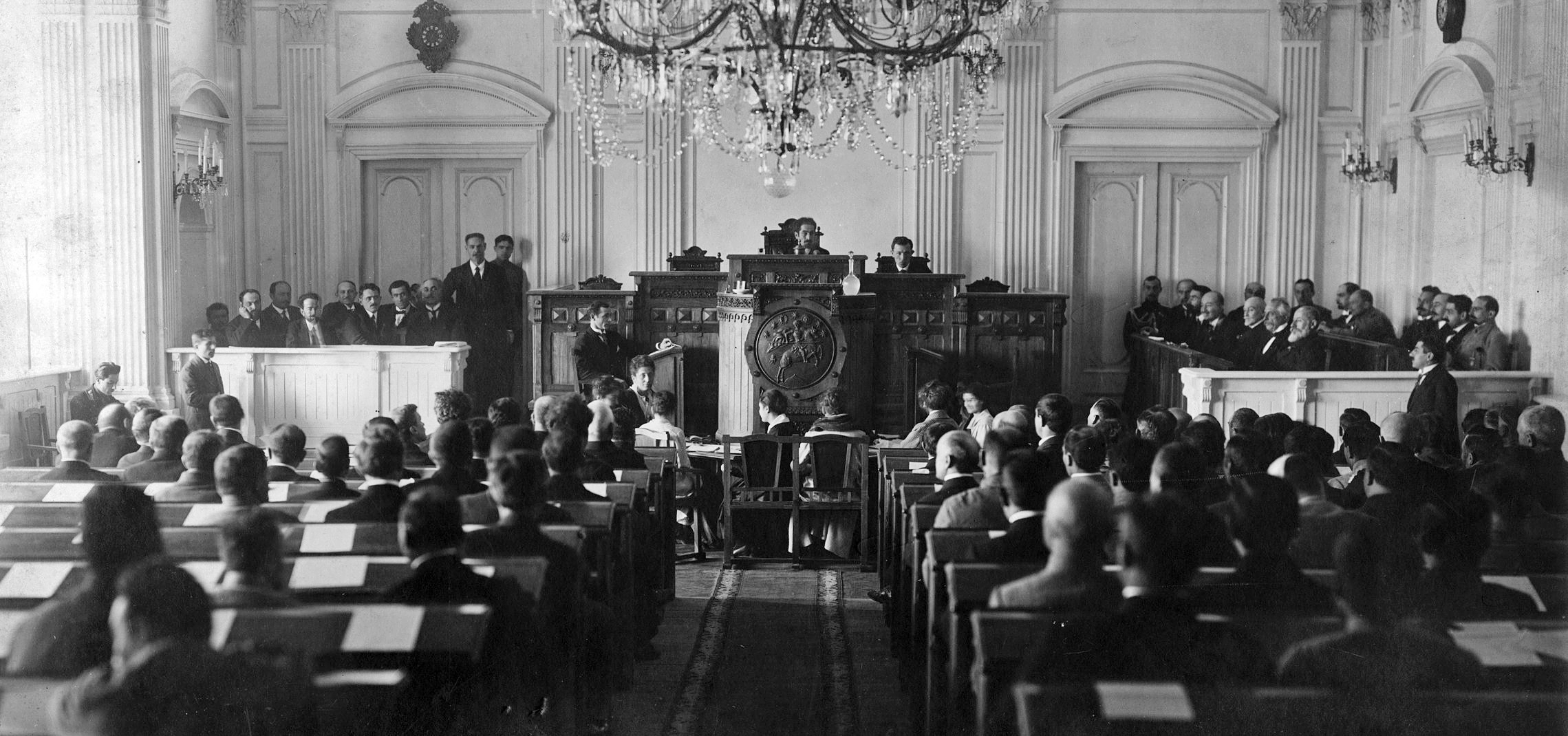
Dichiarazione d'indipendenza, 1918

La rivoluzione russa dell'ottobre 1917 fu seguita da una sanguinosa guerra civile, durante la quale parecchi territori periferici dell'impero (tra cui la Georgia) dichiararono l'indipendenza.
Il 26 maggio 1918 fu proclamata la Repubblica Democratica di Georgia indipendente (DRG): il nuovo paese era controllato dalla fazione menscevica del partito socialdemocratico, che stabilì un sistema multipartitico, in forte contrasto con la dittatura del proletariato stabilita dai bolscevichi in Russia. Lo stato georgiano venne riconosciuto dalle principali nazioni europee nello stesso 1918, e dalla Russia nel mese di maggio del 1920 con il trattato di Mosca. Nel febbraio 1921 l'armata rossa invase la Georgia e dopo una breve guerra occupò il paese: il governo georgiano fuggì in esilio.
La resistenza che si svolse nel 1921-1924 fu seguita da una sommossa patriottica su larga scala nell'agosto del 1924 che però non ebbe esito. Il colonnello Kakutsa Cholokashvili era una della più importanti guide della guerriglia.

## La Georgia sotto l'URSS (1921-1991)
Dopo la conquista da parte dell'esercito sovietico nel 1921, la Georgia fu incorporata nella Repubblica Socialista Sovietica Federativa Transcaucasica (RSSFTC), che comprendeva le odierne repubbliche di Armenia, Azerbaigian e Georgia; inoltre alcune province, storicamente appartenenti alla Georgia, furono cedute a stati limitrofi: alla Turchia (provincia di Tao-Klarjeti), all'Azerbaijan (provincia di Hereti/Saingilo), all'Armenia (regione di Lore) ed alla Russia (parte della costa del Mar Nero). Tra il 1921 ed il 1924, durante la resistenza al regime sovietico, circa 50.000 persone furono incarcerate o uccise; successivamente, negli anni 1935-1938, 1942 e 1945-1950 più di 100.000 persone furono eliminate sotto la dittatura di Stalin ad opera del capo della polizia segreta sovietica, il georgiano Lavrentij Beria.
Nel 1936 la RSSFTC fu sciolta e la Georgia, negli attuali confini, divenne la Repubblica Socialista Sovietica Georgiana.

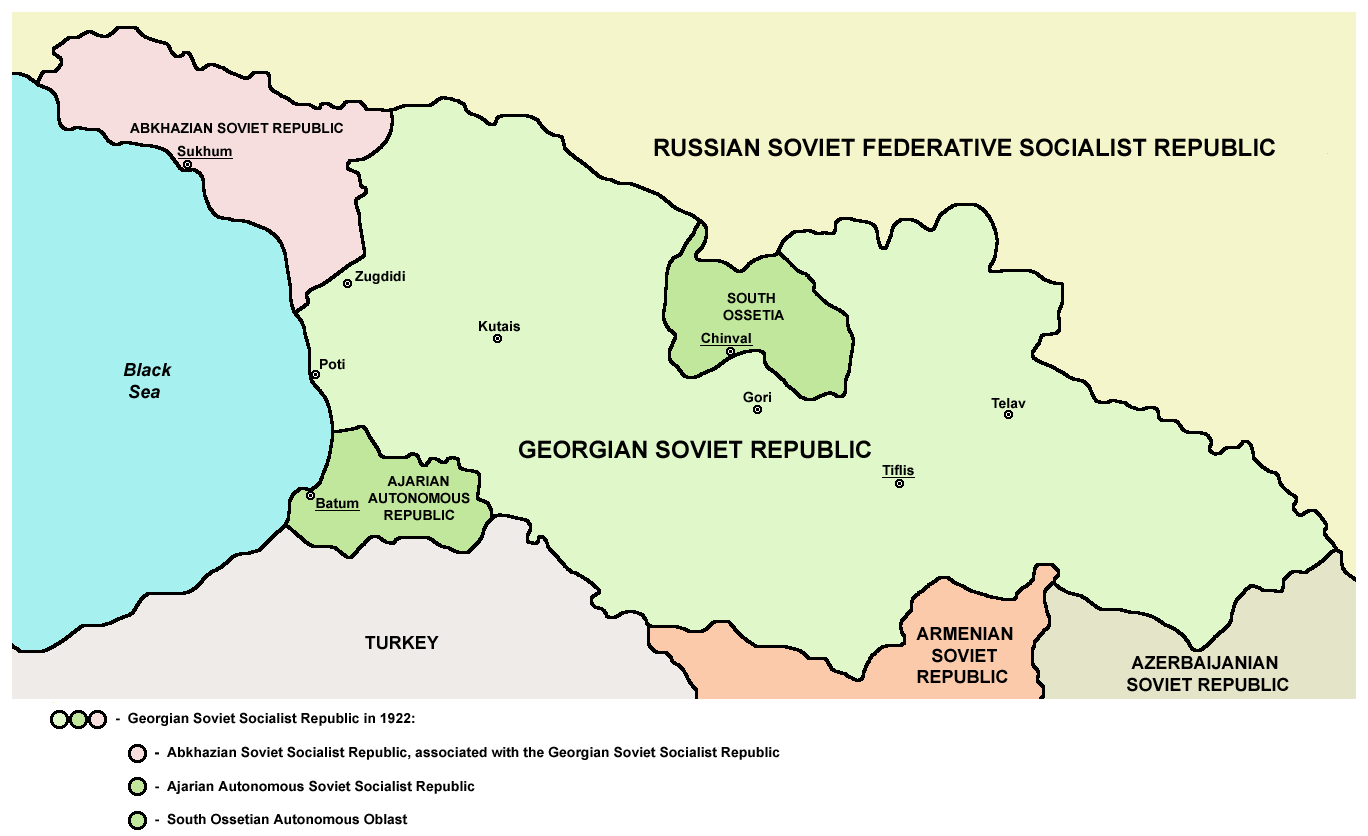

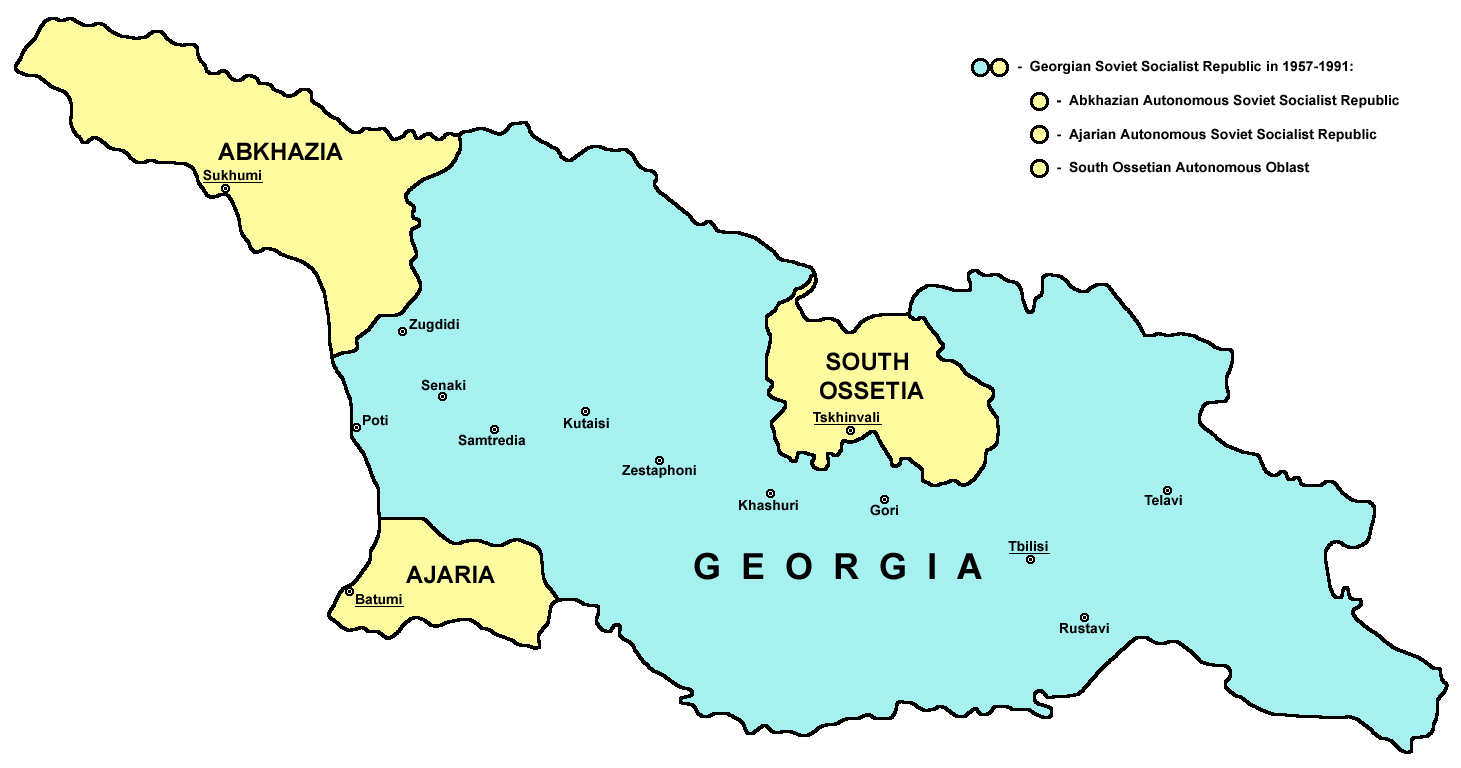

Nell'agosto del 1941, durante la seconda guerra mondiale, i nazisti invasero l'URSS anche per cercare di raggiungere i giacimenti di petrolio del Caucaso; gli eserciti di paesi dell'Asse non riuscirono tuttavia ad arrivare in Georgia. Quasi 700.000 georgiani combatterono nell'armata rossa contro i nazisti, e di questi circa 350.000 furono uccisi. L'appello di Stalin all'unità patriottica e le efferatezze dei nazisti offuscarono per un attimo le aspirazioni del nazionalismo georgiano. Successivamente, la politica di de-stalinizzazione di Kruscev fu seguita da un'ondata di critica generale che coinvolse la cultura e la gente georgiana, di cui Stalin faceva parte. Il 9 marzo 1956 centinaia di studenti non-georgiani furono uccisi quando dimostrarono contro la politica sciovinista del governo georgiano.
Il programma di decentralizzazione introdotto da Kruscev negli anni cinquanta fu presto sfruttato dai funzionari del partito comunista georgiano per sviluppare la loro propria base regionale. Nacque una prospera economia capitalistica all'ombra dell'economia di stato ufficiale; la Georgia era infatti una delle repubbliche sovietiche più economicamente sviluppate, ma anche una nelle quali la corruzione era più diffusa. Fra il 1964 ed il 1972 Eduard Shevardnadze, ministro dell'interno del paese, divenne celebre per la sua lotta alla corruzione, e giunse ad ottenere la rimozione del corrotto Vasily Mzhavanadze, primo segretario del partito comunista georgiano: proprio Shevardnadze gli subentrò nella carica con il benestare di Mosca. La sua politica fu efficace e portò la Georgia, tra il 1972 ed il 1985, ad un miglioramento generale dell'economia ufficiale, facilitato anche dall'allontanamento di centinaia di funzionari corrotti. Nel 1978 il regime sovietico ordinò che Eduard Shevardnadze fosse rimosso dall'incarico e che, nella costituzione della Repubblica Socialista Federativa Georgiana, insieme alla lingua georgiana fossero definite altre lingue ufficiali, come abcaso, sudosseta, aggiaro della Georgia; dimostrazioni di strada costrinsero però il regime a recedere, il 14 aprile 1978 (All'atto dell'indipendenza, nel 1991, il 14 aprile fu proclamato giorno della lingua georgiana). Nel 1985, Shevardnadze fu nominato ministro degli affari esteri del URSS e venne sostituito come guida georgiana da Jumber Patiashvili, un comunista conservatore, ritenuto generalmente inefficiente di fronte alle sfide della perestrojka.
Verso la fine degli anni ottanta si evidenziarono violenti disaccordi tra le autorità comuniste, il rinascente movimento separatista georgiano ed i movimenti nazionalisti nelle regioni abitate da minoranze etnico-linguistiche della Georgia come l'Ossezia del Sud e l'Abcasia. Il 9 aprile 1989. Il clima nella politica sciovinista georgiana, spingendo molti - persino alcuni comunisti georgiani - a concludere che l'indipendenza fosse non preferibile al regime sovietico. La pressione dell'opposizione sul governo georgiano, manifestata nelle dimostrazioni e nei disordini popolari, provocarono infine un'apertura nell'atteggiamento del governo che decise per elezioni parlamentari multipartitiche e democratiche. Queste si svolsero il 28 ottobre 1990 e videro la vittoria della coalizione della tavola rotonda diretta da Zviad Gamsakhurdia, il principale dissidente del Paese, che si mise alla testa del Consiglio supremo della Repubblica della Georgia. Il 31 marzo 1991 Gamsakhurdia organizzò un referendum sull'indipendenza, che fu approvato dal 98,9% dei votanti georgiani, mentre le popolazioni non georgiane lo boicottarono. L'indipendenza formale dall'Unione Sovietica venne dichiarata il 9 aprile 1991, anche se ci volle un certo tempo prima che lo status di sovranità fosse ampiamente accettato e riconosciuto dai paesi esteri. Il governo di Gamsakhurdia si oppose fortemente alla permanenza delle basi militari sovietiche restanti nella repubblica, e dopo il crollo dell'Unione Sovietica, il suo governo rifiutò di unirsi alla Comunità degli Stati Indipendenti (CSI).

## La Georgia post-sovietica (1991-2003)

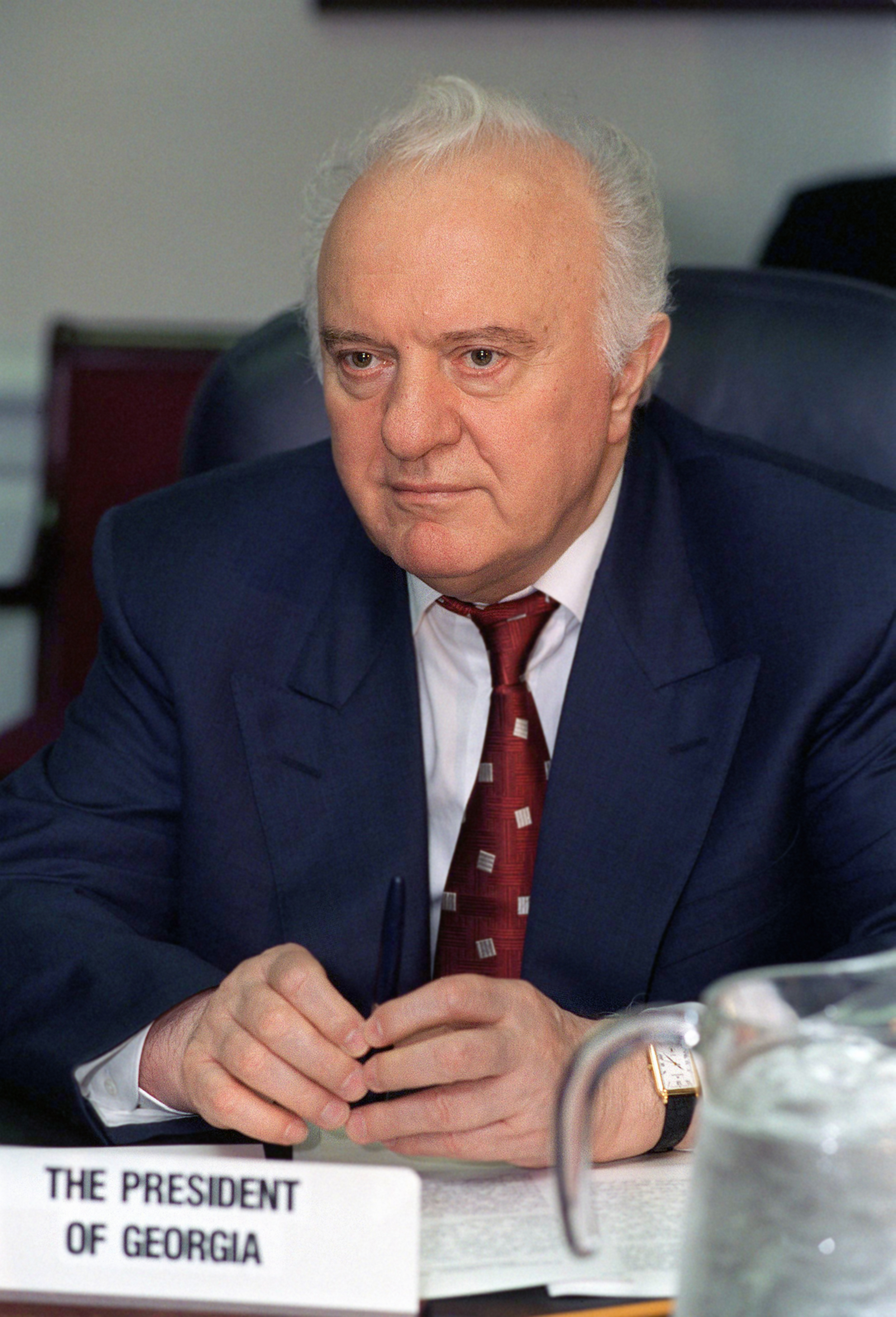
Eduard Ševardnadze

Gamsakhurdia fu eletto presidente il 26 maggio 1991 con l'86% dei voti. In seguito, egli venne ampiamente criticato per lo stile di governo duro ed autoritario ma anche disorganizzato. A questo punto, i nazionalisti ed i riformisti unirono le forze in una coalizione in funzione anti-Gamsakhurdia: la situazione divenne tesa, peggiorata dalla grande quantità di armi dell'ex-repubblica sovietica a disposizione dei partiti e dal potere crescente dei gruppi paramilitari. I nodi vennero al pettine quando il 22 dicembre 1991 gruppi armati dell'opposizione lanciarono un violento colpo di Stato militare contro Gamsakhurdia ed i suoi sostenitori, assediandoli nelle sedi del governo centrale a Tbilisi. Gamsakhurdia riuscì a eludere i suoi nemici e fuggì nella repubblica russa separatista di Cecenia nel mese di gennaio del 1992. Eduard Ševardnadze fu quindi invitato a presiedere un Consiglio di Stato, venendo poi nominato presidente dal parlamento nel mese di marzo del 1992 nel tentativo di dare un veste moderata al regime che era stato stabilito dopo l'uscita di Gamsakhurdia.
Nel mese di agosto del 1992, l'intensificarsi della disputa con i separatisti nella repubblica autonoma georgiana di Abcasia portò all'invio di forze armate regolari e paramilitari governative nella zona per fermare le attività dei separatisti. Gli Abcasi combatterono con l'aiuto dai paramilitari provenienti dalle regioni russe del nord del Caucaso e dal supporto dichiarato dai militari russi insediati in una base a Gudauta, in Abcasia. Nel settembre 1993 le forze armate del governo georgiano soffrirono una sconfitta catastrofica che li costrinse ad abbandonare la regione, e con loro fu espulsa l'intera popolazione georgiana. Morirono 14.000 persone e altre 300.000 furono costrette a fuggire. Si riuscì a pacificare l'Ossezia del Sud, ma al costo di diverse centinaia di morti e di 100.000 rifugiati riparati in Ossezia del nord, sotto controllo russo. Nella Georgia del sud-ovest, infine, la repubblica autonoma di Agiaria dal 1991 era di fatto un dominio personale di Aslan Abashidze, e tale sarebbe rimasta fino al 2004.

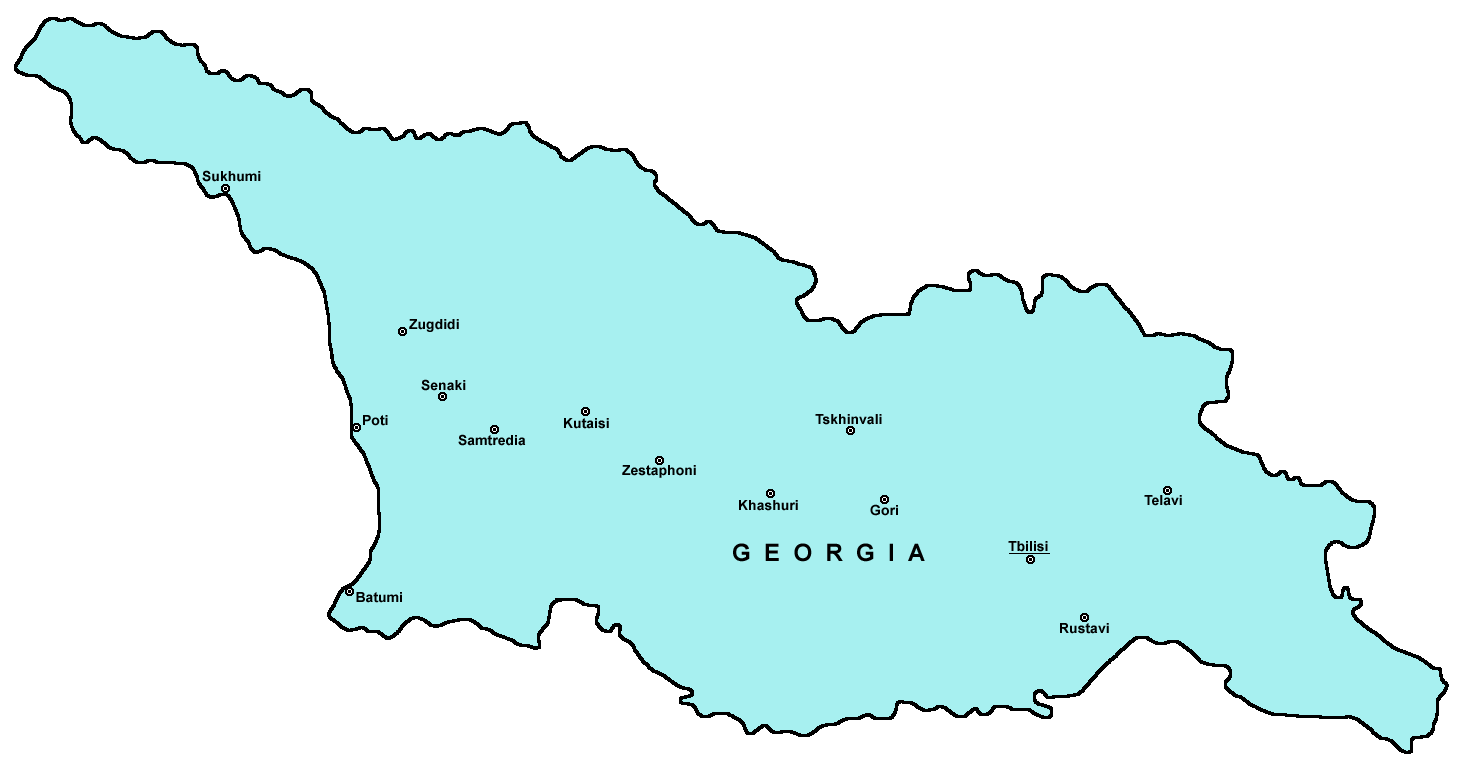

Il 24 settembre 1993, Zviad Gamsakhurdia emanò un proclama dall'esilio per organizzare una ribellione contro il governo: i suoi sostenitori approfittarono facilmente dello sconforto seguito ai rovesci in Abcasia. Preoccupate, Russia, Armenia ed Azerbaigian inviarono militari in Georgia per aiutare il governo e la ribellione fini rapidamente; Gamsakhurdia mori il 31 dicembre 1993. Con un accordo altamente discutibile, il governo di Ševardnadze aderì alla CSI come prezzo per il supporto militare e politico. Shevardnadze si salvò da un attentato dinamitardo nel mese di agosto del 1995, del quale accusò i suoi alleati paramilitari; fece imprigionare pertanto la guida dei paramilitari Jaba Ioseliani e mise al bando la sua milizia, accusandoli inoltre di complicità con organizzazioni mafiose. Nonostante questo, la famiglia del presidente e la sua compagine di governo furono sempre più collegati al sistema di corruzione dominante considerata da sempre uno dei maggiori ostacoli allo sviluppo economico della Georgia. In ogni caso, Ševardnadze vinse le successive elezioni presidenziali, nel novembre 1995 e nell'aprile del 2000, con ampie maggioranze ma anche con pesanti accuse di frode elettorale. I rapporti tra la Russia e la Georgia furono comunque sempre molto tesi: la Russia accusava la Georgia di appoggiare la guerriglia ribelle in Cecenia, ed inoltre Shevardnadze manteneva fitti rapporti con gli Stati Uniti, come contrappeso all'influenza russa nella regione del Caucaso. La Georgia divenne destinatario del sussidio militare per i paesi esteri del Dipartimento della Difesa degli Stati Uniti e dichiarò di voler aderire sia alla NATO che all'UE. Nel 2002, gli Stati Uniti inviarono forze speciali per aiutare i militari locali a combattere la guerriglia e militari georgiani vennero inviati in Iraq. Nello stesso periodo veniva definito un progetto per la costruzione di un oleodotto dall'Azerbaigian alla Turchia attraverso la Georgia, il cosiddetto Baku-Tbilisi-Ceyhan o BTC.

## La Georgia dopo Ševardnadze (dal 2003 al 2006)

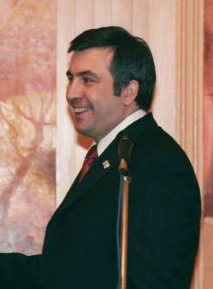
Mikheil Saakašvili, Presidente della Repubblica dal 2004

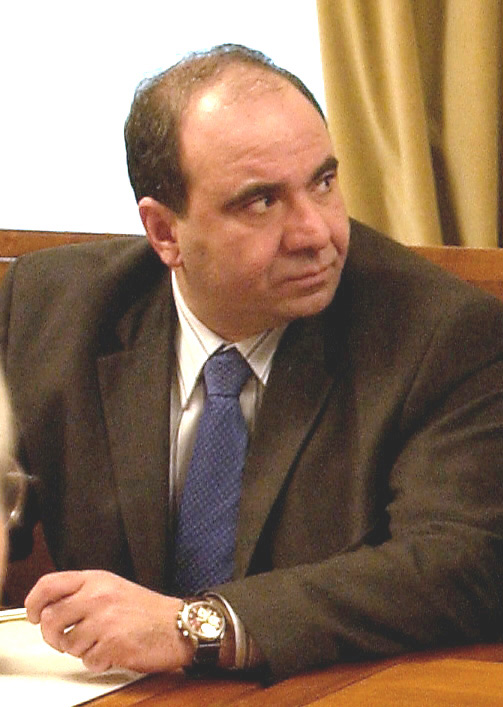
Zurab Zhvania, primo ministro ucciso nel 2005

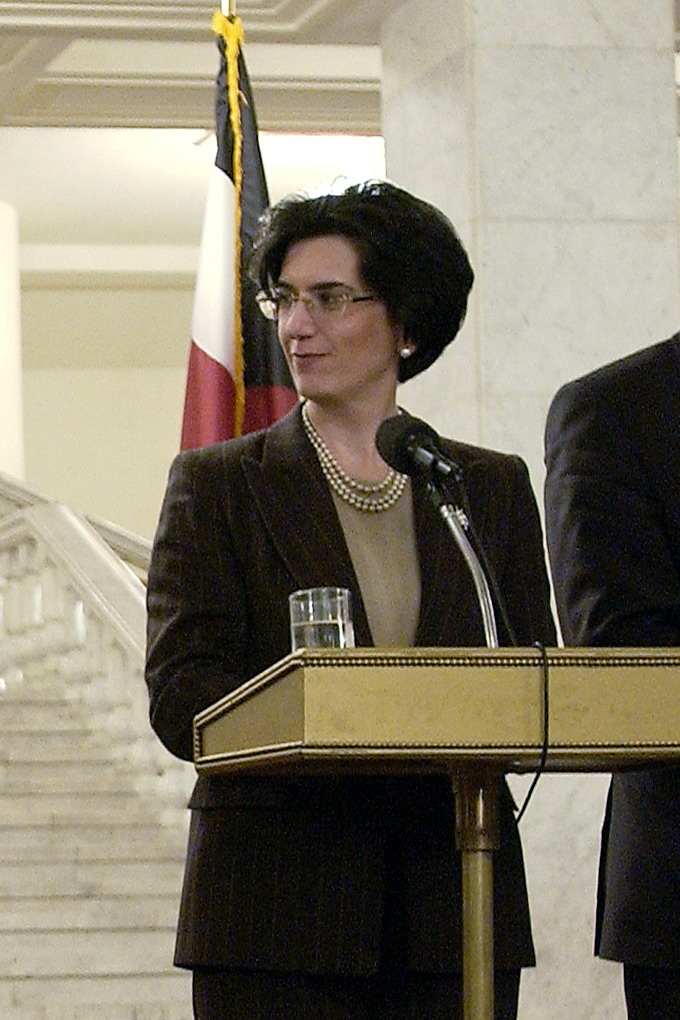
Nino Burjanadze

Una forte coalizione di riformisti, diretti da Mikheil Saakašvili, Nino Burjanadze e Zurab Zhvania si coalizzò per opporsi al governo di Ševardnadze nelle elezioni parlamentari del 2 novembre 2003. I risultati ufficiali furono ancora favorevoli al governo in carica, ma l'opposizione le considerò truccate ed organizzò enormi dimostrazioni nelle vie della capitale; dopo due tese settimane, Ševardnadze si dimise il 23 novembre 2003 e fu sostituito come presidente ad interim da Burjanadze, presidente del parlamento. Questi eventi sono noti come Rivoluzione delle rose.
Il 4 gennaio 2004 Mikheil Saakašvili vince le elezioni presidenziali con una maggioranza schiacciante: il 96% dei voti validi. Subito dopo, a febbraio, il parlamento approva una riforma costituzionale che rafforza le competenze del presidente della repubblica.
Zurab Zhvania è nominato primo ministro, e Nino Burjanadze (il presidente ad interim), torna alla presidenza del parlamento. Il nuovo presidente deve affrontare molti problemi: più di 230.000 profughi in fuga dalle zone separatiste hanno messo a dura prova l'economia georgiana; la pace nelle regioni separatiste di Abcasia ed Ossezia del Sud, sorvegliate dal contingente di pace delle Nazioni Unite e dalle forze armate della Russia, rimane fragile; la risoluzione dei problemi che hanno portato alla nascita di conflitti locali è ancora lontana.
La questione della regione separatista dell'Agiaria viene risolta abbastanza rapidamente: il capo separatista Aslan Abashidze rifiuta dapprima di applicare il decreto del governo Saakašvili mirante a riprendere il controllo dell'Agiaria, ed entrambe le parti hanno mobilitato le loro forze per prepararsi apparentemente per un confronto militare: l'ultimatum di Saakašvili e l'effettiva minaccia di un'azione di forza provocano tuttavia la fuga di Abashidze.
I rapporti con la Russia rimangono problematici a motivo del sostegno economico e militare di quest'ultima nei confronti dei governi separatisti di Abcasia ed Ossezia del Sud. Le truppe russe tuttora mantengono due basi militari, sotto la facciata di contingente di pace in queste regioni, nonostante i reiterati inviti del governo di Tbilisi a ritirarli.
L'integrazione nella NATO e nell'UE rimane il principale obiettivo della politica estere della Georgia. Il 29 ottobre 2004, il Consiglio dell'Atlantico del nord (NAC) della NATO ha approvato il piano d'azione specifico di associazione (IPAP) per la Georgia: la Georgia è la prima fra i paesi associati alla NATO che ha portato a termine con successo questa operazione. La Georgia continua a sostenere le forze di coalizione nell'Iraq. Il giorno 8 novembre 2004, 300 soldati georgiani supplementari sono state inviate nell'Iraq. Il governo georgiano si è impegnato ad inviare un totale di 850 soldati in Iraq nelle forze di protezione della missione dell'ONU. Con l'aumento dei soldati georgiani in Iraq, gli Stati Uniti addestreranno i 4 000 soldati georgiani supplementari all'interno delle strutture del programma (GTEP) di cui la Georgia fa parte.
Il governo georgiano è impegnato nella riforma economica in collaborazione con la Banca Mondiale e con il Fondo Monetario Internazionale e punta molto sulla rinascita dell'antica via della seta come corridoio euroasiatico, sfruttando la posizione geografica della Georgia come ponte per il transito delle merci fra Europa ed Asia. Saakašvili si è impegnato per migliorare l'economia in generale e specificamente per aumentare i salari e le pensioni, come pure per eliminare la corruzione e riportare alle casse statali i guadagni illeciti dei politici del governo precedente.
Nel febbraio 2005 il primo ministro Zurab Zhvania è assassinato e Zurab Nogaideli è nominato come successore.
Il 9-10 maggio 2005 la Georgia è stata visitata dal presidente USA George W. Bush, che ha incontrato di Mikheil Saakašvili e un gruppo di parlamentari georgiani.
Nel 2006 Saakašvili è ancora sotto pressione per la mancata attuazione delle riforme promesse in campagna elettorale. Le organizzazioni come Amnesty International hanno seria preoccupazioni per quel che riguarda il rispetto dei diritti dell'uomo.
La disoccupazione, le pensioni e corruzione eccessive e la continua disputa sull'Abcasia, hanno notevolmente diminuito la popolarità di Saakašvili nel paese.
I rapporti della Georgia con la Russia sono scese al punto più basso nella storia moderna a causa della polemica sull'arresto di quattro ufficiali russi accusati di spionaggio in Georgia (in un secondo tempo estradati in Russia).
Con l'incidente delle spie la Russia impone da ottobre un embargo aereo, marino e postale, l'arresto di georgiani accusati di crimine organizzato e di aver favorito l'espatrio di georgiani in territorio russo.
La Russia oltretutto minaccia di raddoppiare il prezzo del metano venduto alla Georgia.
Da parte sua la Georgia minaccia di porre il veto all'ingresso della Russia nel WTO.

## La Georgia e l'Ue (2008-Oggi)
Dopo aver proposto in via non ufficiose di poter entrare nell'Unione Europea, nel 2008 le truppe georgiane hanno diversi scontri con l'Assazia e con l'Ossezia del Sud, provocando di conseguenza l'intervento delle milizie russe, le quali, dopo una lunga e sofferta guerra di 9 giorni, riconosceranno i due territori come autonomi rispetto la Georgia. Inizia di conseguenza un nuovo periodo di crisi che colpisce il paese e contribuisce sull'allontanamento progressivo dalla candidatura europea.

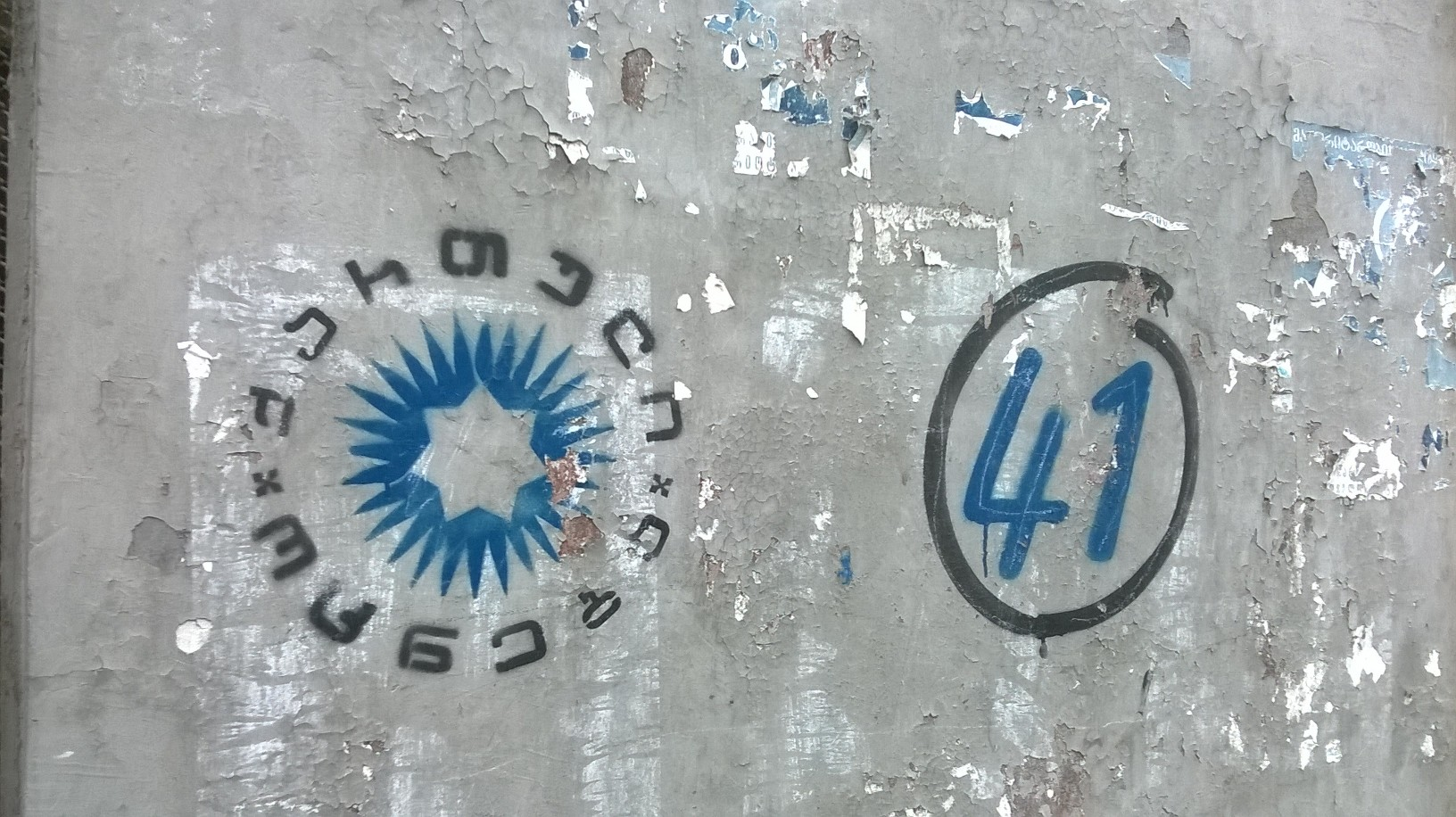
Il logo di "Georgian Dream", partito non propositivo all'UE

Nel marzo 2013, il Parlamento della Georgia ha approvato una risoluzione bipartisan a sostegno dell'integrazione nell'Unione Europea e nella NATO. La risoluzione è stata redatta congiuntamente dai due maggiori partiti politici, Georgian Dream e United National Movement, ed è stata votata da 96 deputati. Nel 2016 è entrato in vigore un accordo di associazione completo tra UE e Georgia, che ha garantito alla Georgia viaggi senza visto nell'UE e l'accesso ad alcuni settori del mercato unico europeo. Dopo la Brexit, la maggior parte degli accordi UE-Georgia esistenti applicabili al Regno Unito sono stati rinegoziati e concordati nel 2019 bilateralmente con il Regno Unito. Nel gennaio 2021, la Georgia si stava preparando a presentare formalmente domanda di adesione all'UE nel 2024. Tuttavia, il 3 marzo 2022, la Georgia ha presentato la sua domanda di adesione prima del previsto, a seguito dell'invasione russa dell'Ucraina. Nel giugno 2022, la Commissione europea ha stabilito l'idoneità della Georgia a diventare membro dell'UE, ma ha rinviato il conferimento dello status di candidato ufficiale fino al soddisfacimento di determinate condizioni. Più tardi quel mese, il Consiglio europeo ha espresso la sua disponibilità a concedere alla Georgia lo status di candidato dopo aver completato una serie di riforme raccomandate dalla Commissione. L'8 novembre 2023, la Commissione europea ha raccomandato di concedere lo status di candidato alla Georgia. Il 14 dicembre 2023, l'UE ha concesso lo status di candidato alla Georgia.
In seguito all'approvazione da parte del governo georgiano di una legislazione che richiederebbe alle organizzazioni non governative di registrarsi come agenti stranieri o "organizzazioni che rappresentano gli interessi di una potenza straniera" e di rivelare le fonti delle loro entrate se i fondi che ricevono dall'estero ammontano a più del 20% delle loro entrate totali, il che ha portato a proteste diffuse nel paese, il Consiglio europeo ha dichiarato nel giugno 2024 che ciò rappresentava "un passo indietro rispetto ai passaggi stabiliti nella raccomandazione della Commissione per lo status di candidato" e che il processo di adesione sarebbe stato di fatto sospeso fino a quando il governo non avesse cambiato rotta. Il 9 luglio 2024, l'ambasciatore dell'UE in Georgia ha annunciato che l'Unione Europea aveva sospeso il processo di adesione del Paese a seguito della legislazione. L'Unione Europea ha minacciato la Georgia di sanzioni e sospensione delle relazioni se il Paese diventasse uno "stato monopartitico" senza opposizione politica dopo le elezioni parlamentari dell'ottobre 2024.
Le elezioni parlamentari georgiane del 2024 hanno portato il Sogno georgiano a mantenere il potere, ma sono state contestate dai partiti di opposizione che hanno sostenuto che il voto non era libero ed equo ed era soggetto a diffuse frodi elettorali. Il Parlamento europeo ha adottato una risoluzione non vincolante che ha respinto la validità dei risultati e ha chiesto che il voto venisse ripetuto entro un anno. Il 28 novembre 2024, il primo ministro georgiano Irakli Kobakhidze ha annunciato che i negoziati di adesione della Georgia all'UE erano stati sospesi fino alla fine del 2028, sebbene abbia aggiunto che il suo governo avrebbe continuato a implementare le riforme necessarie per l'adesione e che prevedeva ancora che la Georgia entrasse nell'UE entro il 2030.

## La Georgia con Kavelashvili (Oggi- )
Diviene eletto presidente Mikheil Kavelashvili il 14 Dicembre 2024, unico candidato proposto dal partito "Georgian Dream"

## Cronologia
- VII secolo a.C. - Vengono fondate le prime colonie greche lungo la costa del Mar Nero. In particolare è attiva la polis di Mileto che, attraverso la colonia di Sinope, fonda Trebisonda e altri insediamenti sulla costa della Colchide. All'interno, attorno alla valle del fiume Mtkvari (Kura), vivevano invece gli Iberi, nel territorio che sarà del regno di Kartli.
- 300 a.C. - Fondazione di Mckheta, capitale del regno di Kartli.
- 65 a.C. - I romani guidati da Gneo Pompeo Magno conquistano entrambi i regni di Colchide e Iberia durante la guerra contro Mitridate VI del Ponto.
- III secolo d.C. - La Georgia diventa avamposto romano nella guerra contro la dinastia persiana dei Sasanidi.
- 300 - La Georgia viene divisa tra il protettorato sasanide e l'Impero di Bisanzio.
- 327-332 - Santa Nino converte il re di Iberia, Mirian II, al cristianesimo.
- 469 - Tbilisi diventa capitale del regno di Georgia.
- V secolo - La Chiesa georgiana si proclama autocefala, rendendosi autonoma dal patriarcato d'Antiochia.
- 523 - La Georgia è occupata dai Sasanidi.
- VIII-X secolo - Occupazione araba; la Georgia è divisa in distretti amministrativi sotto il controllo dell'emiro arabo insediato a Tbilisi (Emirato di Tiflis). Nasce il regno indipendente di Abcasia.
- XI secolo - La Georgia riconquista l'indipendenza.
- XII-XIII secolo - La Georgia domina tutto il Caucaso; raggiunge il suo massimo splendore sotto i regni di David II (1089-1125), detto "il costruttore", e della regina Tamar (1184-1212).
- 1223 - Invasione mongola; il regno georgiano ne diventa vassallo fino al 1340.
- XIV-XV secolo - La Georgia si avvia al declino, a causa degli scontri tra i vari feudatari che portano alla disintegrazione del regno.
- 1389 - Tamerlano fa della Georgia uno stato vassallo.
- 1453 - Costantinopoli è conquistata dai turchi, e la pressione ai confini della Georgia aumenta.
- 1555 - Turchi e persiani si spartiscono nuovamente il territorio della Georgia con la pace di Amasya (1555).
- 1783 - I feudatari georgiani chiedono aiuto alla Russia imperiale che caccia i turchi e i persiani, ma che impone il suo protettorato. I russi si annettono il regno orientale di Kartli-Kakheti.
- 12 settembre 1801 - La Georgia orientale, dominata da potenti feudatari locali, viene annessa dalla Russia zarista; rimane indipendente solo il regno georgiano di Imereti.
- 1810 - L'impero russo conquista il regno georgiano occidentale di Imereti
- 1811 - La chiesa ortodossa georgiana passa sotto il controllo del sinodo russo che lo riduce a un esarcato, con a capo un esarca nominato da Mosca; vengono aboliti il patriarcato e l'autocefalia.
- 1813 - La conquista russa viene legittimata ufficialmente con il Trattato del Gulistan.
- 1828 - Viene abolita la regione di Guria.
- 1857 - Viene abolita la regione di Samagrelo.
- 1864 - Il principato di Abcasia viene annesso alla Russia.
- 1863-1867 - Viene abolita la servitù della gleba in tutta la Georgia.
- 21 dicembre 1879 - Nasce a Gori, un paesino nei pressi di Tblisi, Iosif Stalin.
- 1890-1917 - Nascono i movimenti rivoluzionari indipendentisti.
- 1917 - Restaurazione unilaterale dell'autocefalia della chiesa georgiana, non riconosciuta dal sinodo russo.
- 22 aprile 1918 - Nasce a Tbilisi la Repubblica democratica federale di Transcaucasia, formata da Georgia, Armenia e Azerbaigian, che si dichiara indipendente da Mosca
- 26 maggio 1918 - La Repubblica democratica federale di Transcaucasia si scioglie; la Georgia diventa indipendente con il nome di Repubblica democratica della Georgia. Le prime e uniche elezioni democratiche sono vinte dal partito socialdemocratico di Noè Zhordania che diventa primo ministro. Egli avvia una politica favorevole ai menscevichi e per salvarsi dai bolscevichi si allea con la Germania. La Georgia viene poi occupata della truppe inglesi in funzione anti-bolscevica.
- 25 febbraio 1921 - La Georgia viene riconquistata dall'Armata rossa.
- 1922 - La Georgia viene integrata nella neo costituita Repubblica socialista e federalista sovietica Transcaucasica (TFSSR).
- 1930 - L'Abcasia viene annessa alla Georgia.
- 1936 - La Repubblica socialista e federalista sovietica Transcaucasica viene sciolta. La Georgia diventa una repubblica sovietica autonoma, con il nome di Gruzinskaja SSR (Repubblica socialista federalista georgiana).
- 1941-1945 - Nella seconda guerra mondiale, 350.000 georgiani muoiono nelle file dell'armata rossa.
- 1986 - In Unione Sovietica Michail Gorbačëv avvia la Perestrojka.
- 1990 - In Unione Sovietica vengono autorizzati i partiti politici.
- 1990 - In Georgia si tengono le prime elezioni libere del Soviet nazionale, che sono vinte dallo schieramento nazionalista.
- 1990-1992 - Scoppia la guerra nella Ossezia del Sud, che intende separarsi dalla Georgia con l'appoggio della Russia. Il conflitto è tuttora in una situazione di stallo.
- 25 dicembre 1991 - Scioglimento dell'Unione Sovietica.
- 9 aprile 1991 - Proclamazione dell'indipendenza; il 14 aprile il parlamento nomina capo provvisorio dello stato Zviad Gamsakhurdia, capo dell'opposizione fin dagli anni settanta.
- 26 maggio 1991 - Le elezioni presidenziali riconfermano Gamsakhurdia con larga maggioranza.
- 1991 - La Georgia non aderisce alla CSI.
- gennaio 1992 - L'Ossezia del Sud (dopo un referendum) si proclama indipendente e chiede l'annessione alla Russia, ma non ottiene riconoscimento internazionale.
- 6 gennaio 1992 - Il presidente Gamsakhurdia, accusato dall'opposizione di voler instaurare una dittatura, viene deposto ed espulso dal paese dopo un sanguinoso colpo di Stato. Il colpo di Stato riesce grazie l'aiuto della Guardia nazionale e della organizzazione paramilitare Mkhedrioni, sostenuta dalle truppe russe stanziate a Tbilisi. Un consiglio militare assume il potere; a marzo viene creato un Consiglio di stato composto da Kitovani, Iosolani e Eduard Shevardnadze.
- 31 luglio 1992 - La Georgia viene ammessa all'ONU.
- luglio 1992 - L'Abcasia, regione con popolazione in maggioranza musulmana, con un referendum si dichiara unilateralmente indipendente forte del tacito appoggio russo (non viene riconosciuta a livello mondiale). Il governo georgiano invia l'esercito a presidiare Sukhumi, il capoluogo della regione; inizia la guerra civile.
- ottobre 1992 - Eduard Shevardnadze (detto la volpe grigia del Caucaso), ex ministro sovietico degli esteri di Michail Gorbačëv, assume la carica di capo dello stato affidatagli dal parlamento.
- settembre 1993 - i partigiani abcasi con l'appoggio dei Russi riconquistano Sukhumi. L'esercito georgiano viene respinto fuori dal territorio della regione; vengono espulsi 250.000 georgiani autoctoni dalla regione.
- 21 dicembre 1993 - La Georgia aderisce alla CSI.
- 1994 - I Russi stanziano proprie truppe sul confine tra Abcasia e Georgia per mantenere la pace, l'Abcasia adotta una propria costituzione.
- 1995 - Fine della guerra civile. Entra in vigore la nuova costituzione che prevede l'elezione diretta del presidente della repubblica dotato di ampi poteri; cambia anche la denominazione del paese da Repubblica di Georgia in Georgia.
- 1995 - Eduard Ševardnadze viene eletto per la prima volta.presidente. Il suo partito vince anche le elezioni del parlamento.
- 1997 - Viene abolita la pena di morte per tutti i reati.
- gennaio 1998 - Ševardnadze sfugge ad un attentato a Tbilisi.
- 1998 - Nuovi scontri tra Abcasi e forze regolari georgiane.
- 1999 - Elezioni parlamentari, vinte dal partito di Ševardnadze.
- 8-9 novembre 1999 - Papa Giovanni Paolo II visita la Georgia e incontra il patriarca georgiano Ilia II.
- 2000 - Lo stato georgiano festeggia i 3.000 anni della sua fondazione.
  - Le elezioni presidenziali vengono vinte ancora da Ševardnadze; non partecipano al voto le regioni dell'Ossezia meridionale e dell'Abcasia.
  - L'Agiaria, regione abitata da georgiani di religione ortodossa e islamica, si costituisce Repubblica Autonoma nell'ambito della Georgia.
- 31 ottobre 2001 - Grandi manifestazioni in piazza a Tbilisi chiedono le dimissioni di alcuni ministri e del presidente Ševardnadze a causa dell'incursione della polizia georgiana nella rete televisiva indipendente Rustavi 2, che stava conduceva un'inchiesta sui legami tra membri del governo e trafficanti di droga della valle del Pankisi. Ševardnadze silura l'intero governo.
- 23 novembre 2003 - Con la rivoluzione delle rose guidata dal capo dell'opposizione Mikheil Saakašvili, Eduard Ševardnadze viene costretto alle dimissioni dopo settimane di proteste di massa contro i brogli alle elezioni presidenziali. Il presidente del parlamento Nino Burjanadze diventa presidente della repubblica ad interim; viene adottata una nuova bandiera nazionale.
- 4 gennaio 2004 - Le elezioni presidenziali sono vinte da Mikheil Saakašvili con il 97,5% di preferenze.
- 10 maggio 2005 - Il presidente statunitense George W. Bush visita la Georgia.
- 2 febbraio 2005 - Il Primo ministro Zurab Jvania viene trovato morto in casa di un amico in circostanze poco chiare, ufficialmente per intossicazione. Il vice-Primo ministro Giya Baramidze assume la carica di premier ad interim.
- 7-16 agosto 2008 - Dopo un'escalation di alcuni giorni, le forze militari georgiane attaccano le repubbliche separatiste dell'Ossezia del Sud e dell'Abcasia, provocando l'intervento della Russia al fianco degli aggrediti. La guerra si conclude dopo nove giorni col ritiro delle truppe georgiane e il riconoscimento russo delle due repubbliche, stigmatizzato da Stati Uniti e Unione europea.